# 塌棵菜
塌棵菜（学名：Brassica rapa subsp. narinosa）为十字花科芸薹属下的一个种，又名瓢儿菜、塌古菜、乌塌菜（江苏）、塌菜、塌地松、黑菜等。塌菜外形特徵如其名，蓮座葉塌地或半塌地，葉色濃綠至墨綠，有光澤。單株葉片多者可達數十片，葉面多皺縮。原產中國，主要分布在長江流域。塌菜葉片肥嫩，可炒食、作湯、涼拌，色美味鮮，營養豐富。每100克鮮葉中含維生素C高達70毫克，鈣180毫克及鐵、磷、鎂等礦物質，被稱為"維他命"菜而倍受人們青睞。

## 圖片

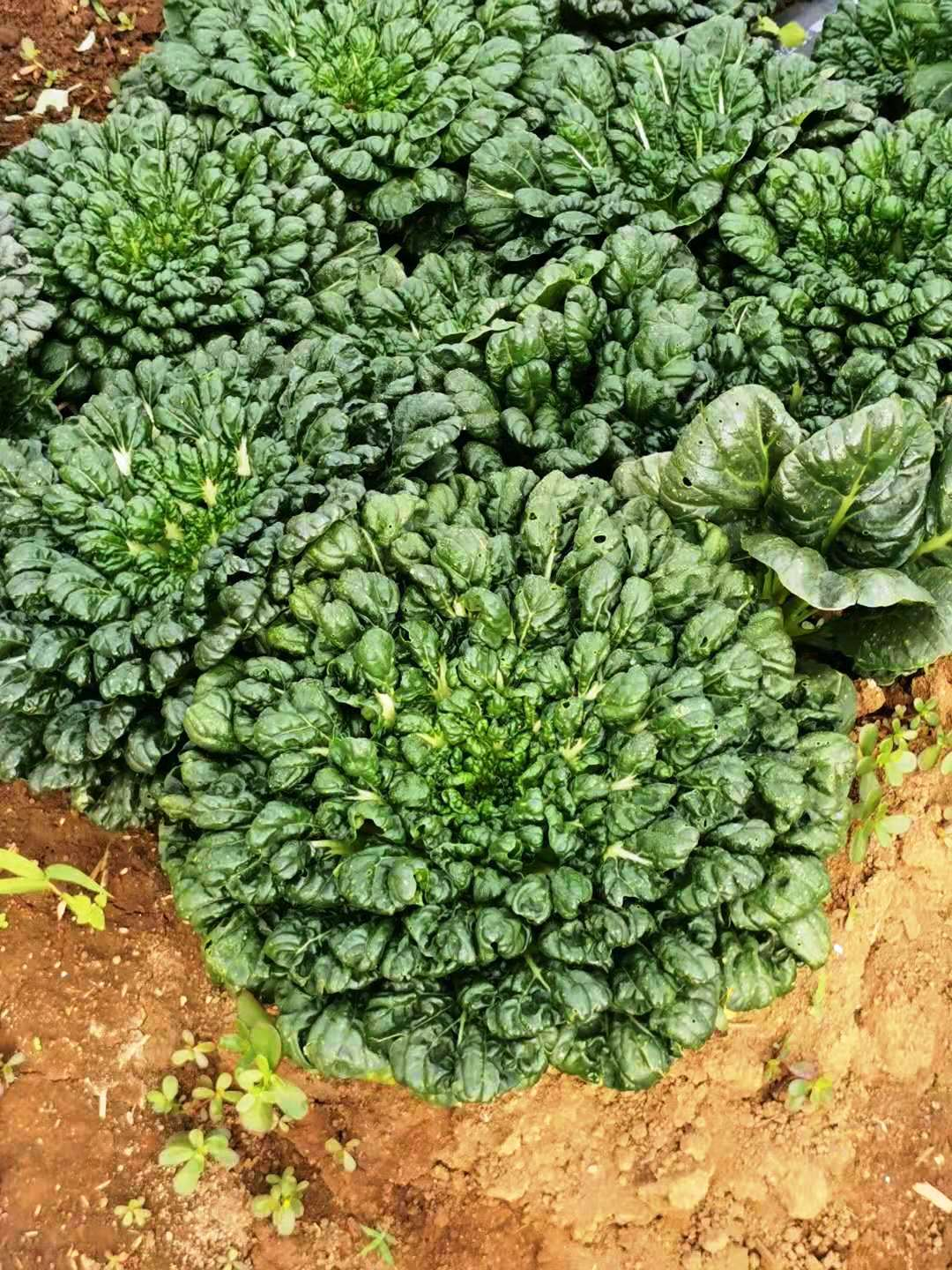
陽光強烈沒有能呈現原本美麗的墨綠光澤
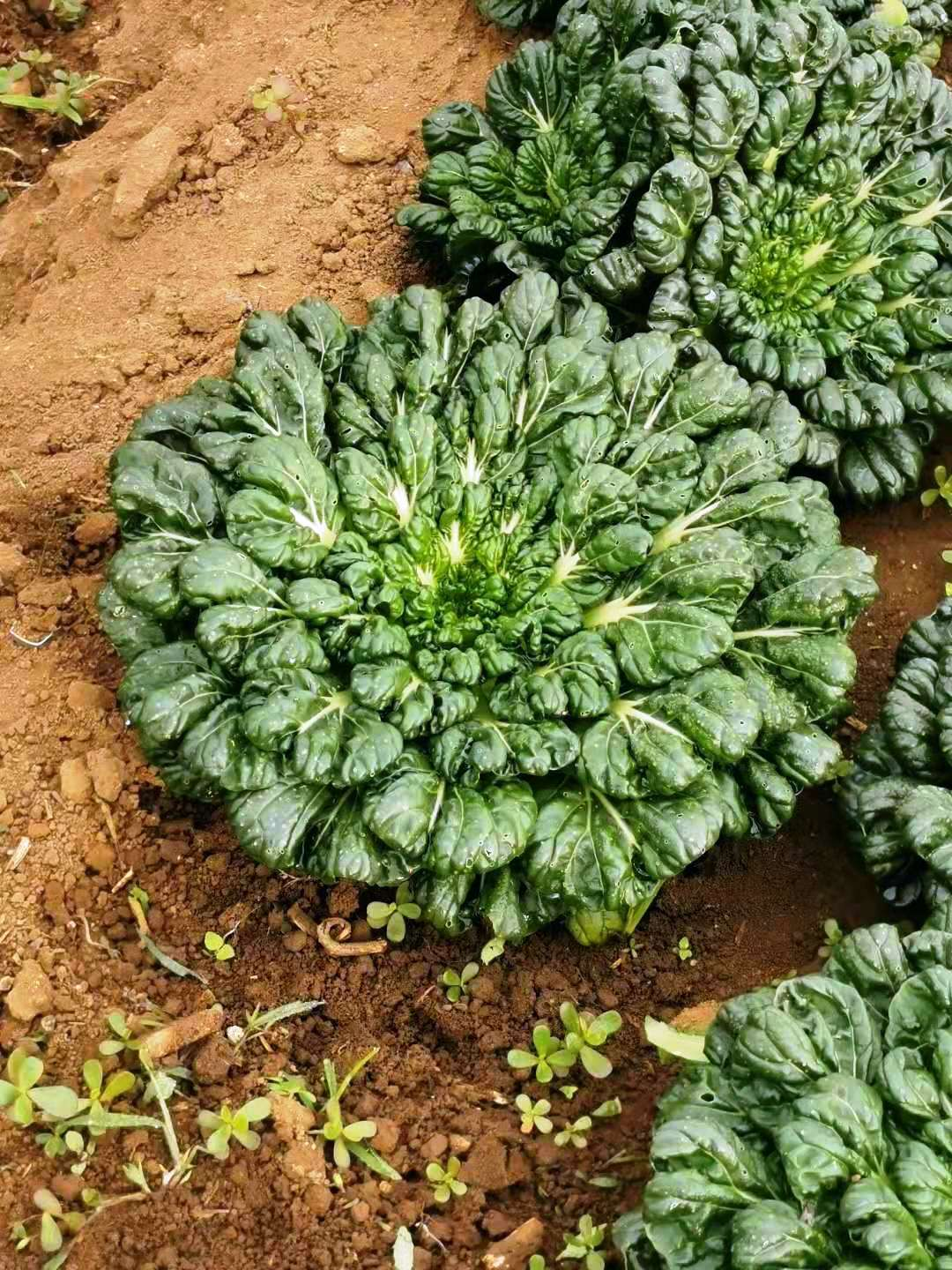
陽光強烈沒有能呈現原本美麗的墨綠光澤
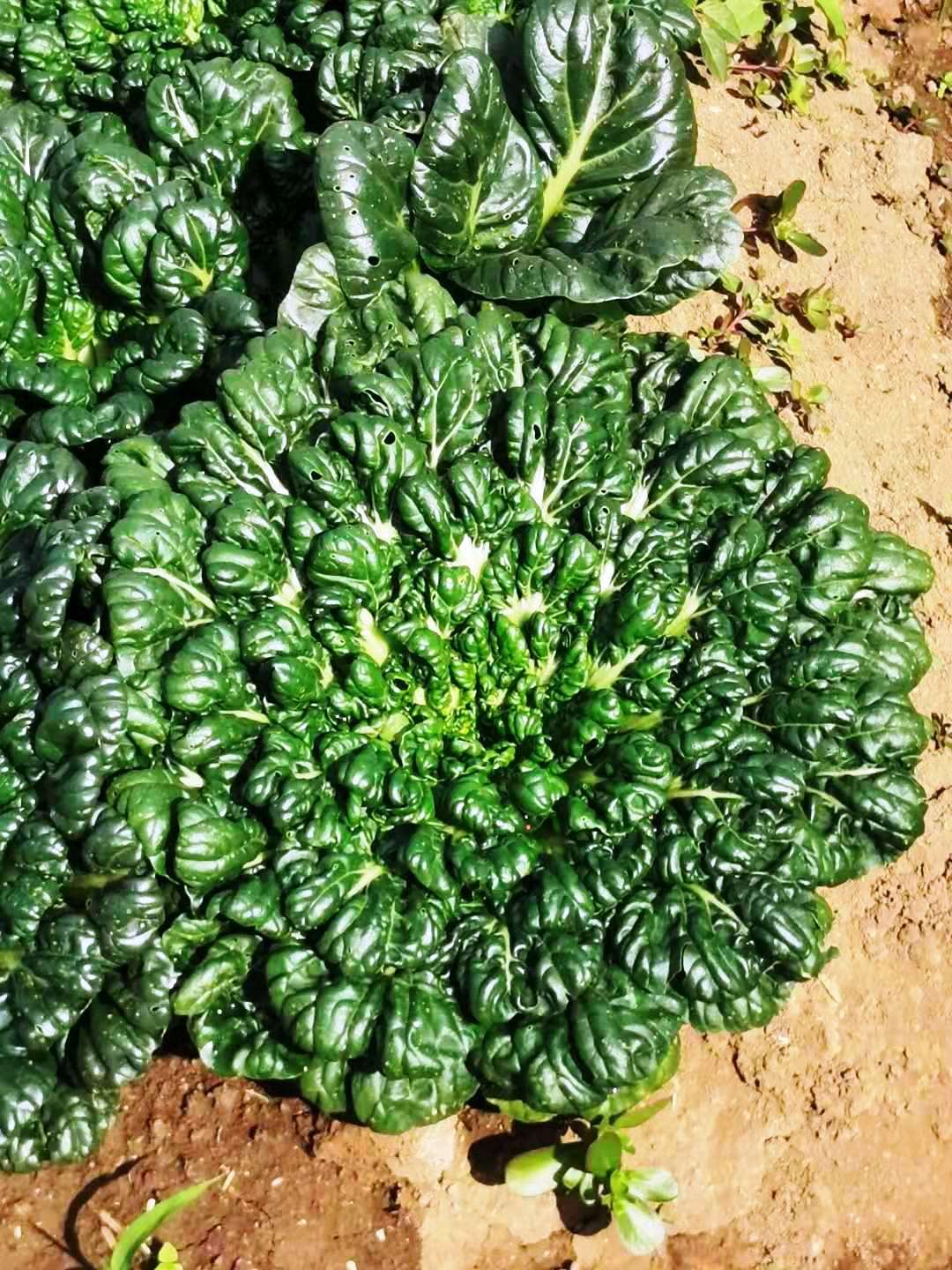
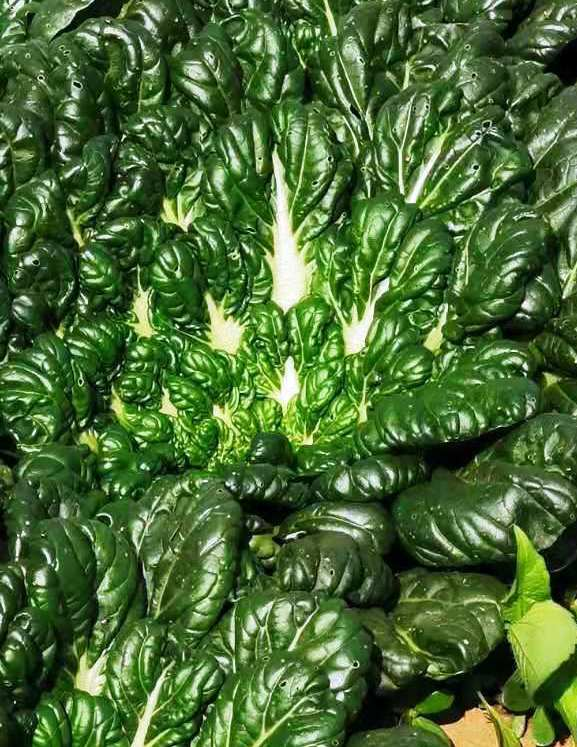